# Eklidens naturreservat
Eklidens naturreservat är ett naturreservat i Skepplanda socken i Ale kommun i Västergötland.

## Beskrivning
Reservatet ligger i vildmarksområdet Risveden, mellan byn Skogstorp och småorten Ryksdamm öster om Skepplanda. Området består av gammal barrskog och myrar och innehåller sjöarna Gravlången, Lilla Igelkärr och Stora Skarnhålan. Området är artrikt och förutom ett rikt fågelliv finns här växter som skogsnycklar, knärot, gotlandsag, skavfräken, grynig lundlav, mjölig knopplav och stor knopplav. I Råttån finns bestånd av flodpärlmussla. Naturreservatet är omkring 80 hektar stort. Det inrättades 2002 och förvaltas av Västkuststiftelsen. Tillsammans med angränsande Iglekärrs naturreservat utgör Ekliden del av ett drygt 150 hektar sammanhängande område av skyddad vildmark.

## Bilder

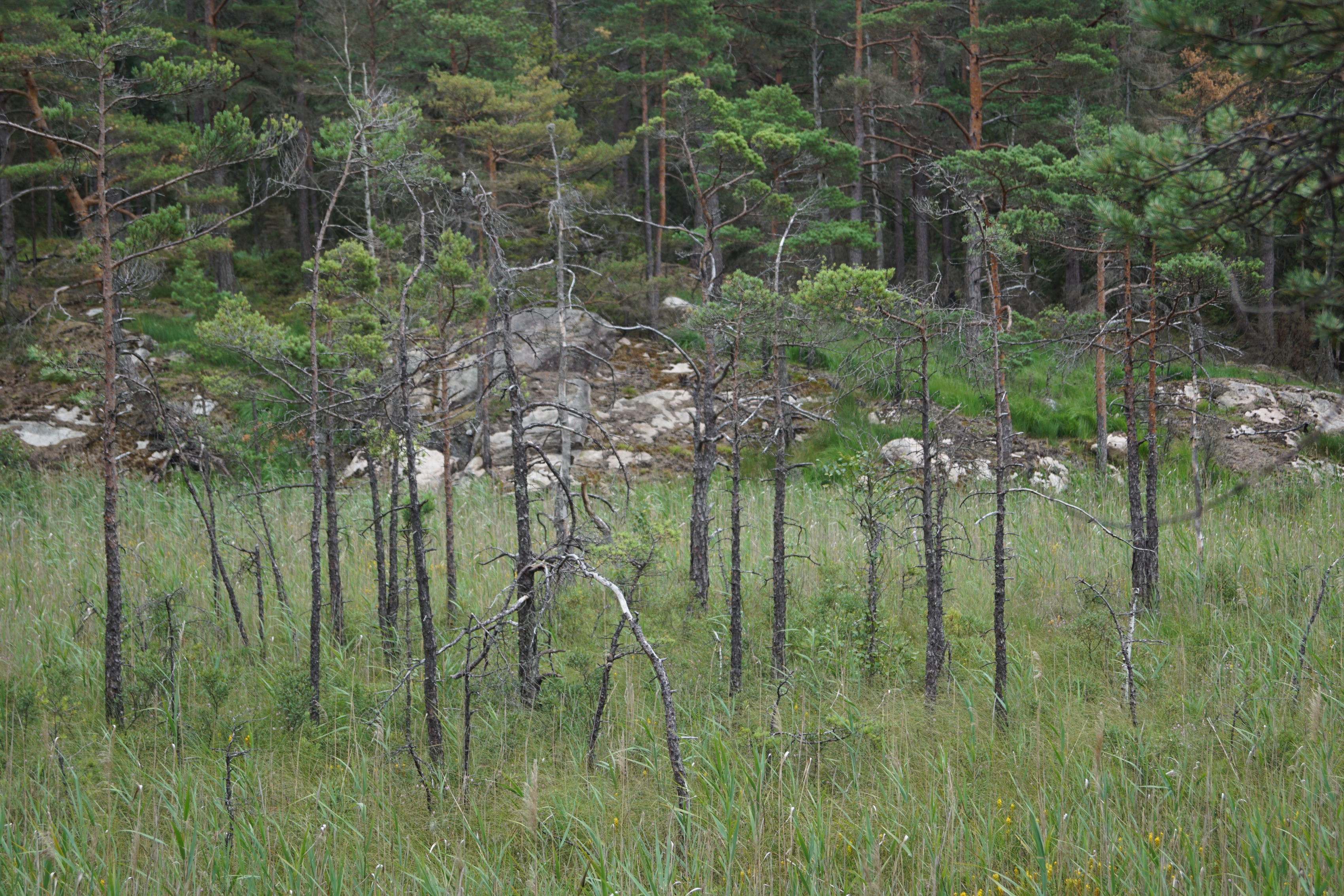
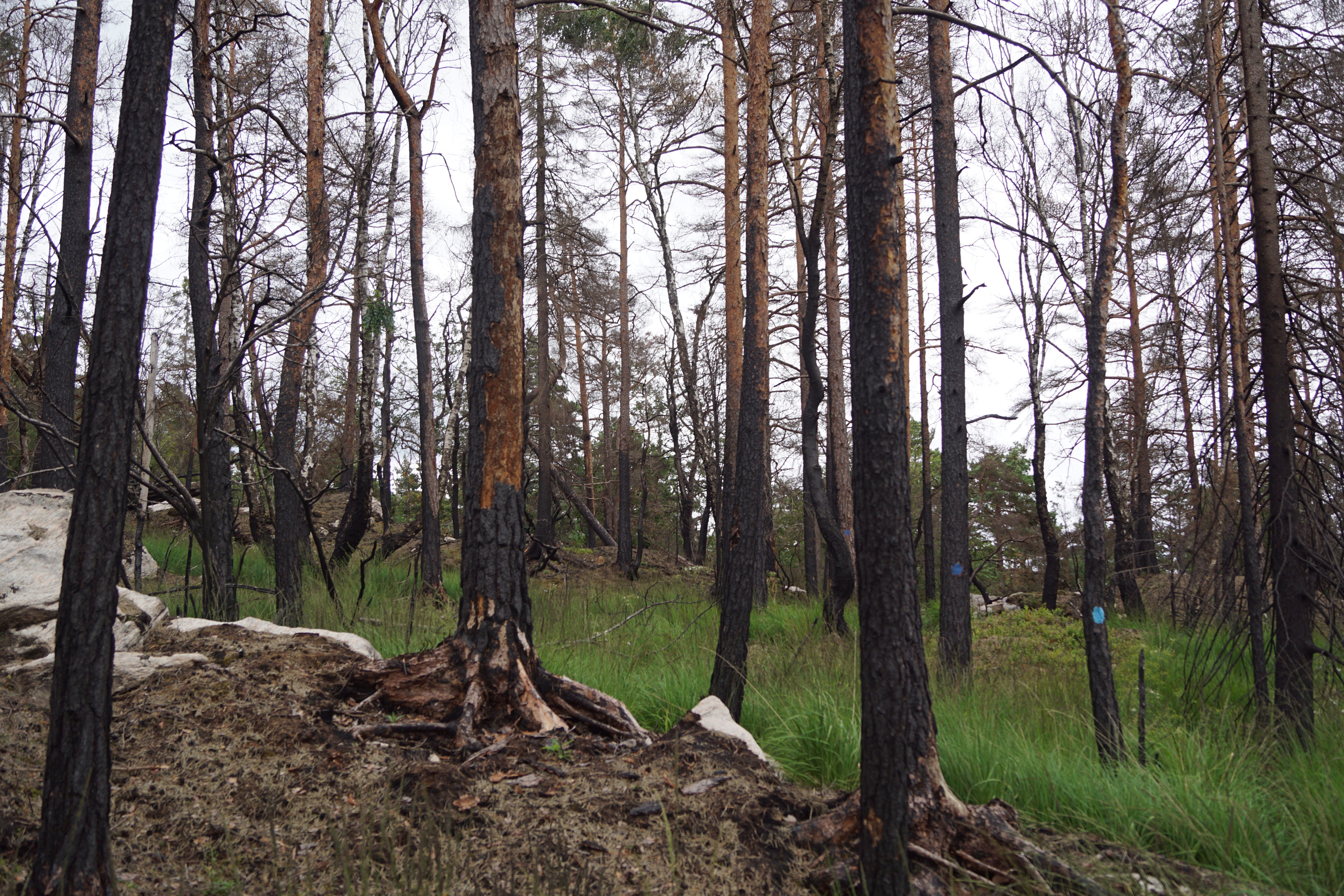
Delar av reservatet drabbades av en skogsbrand 2018.
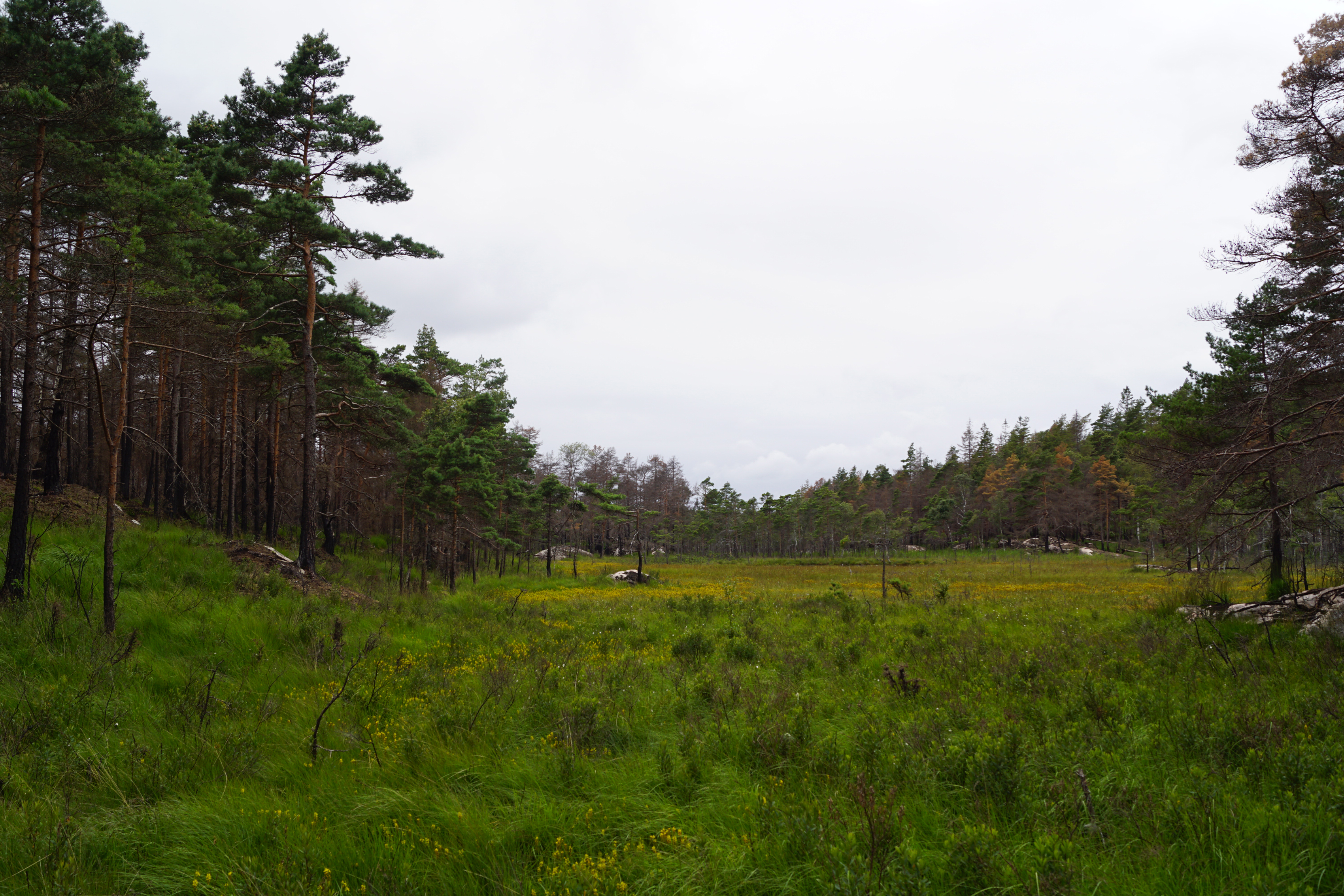
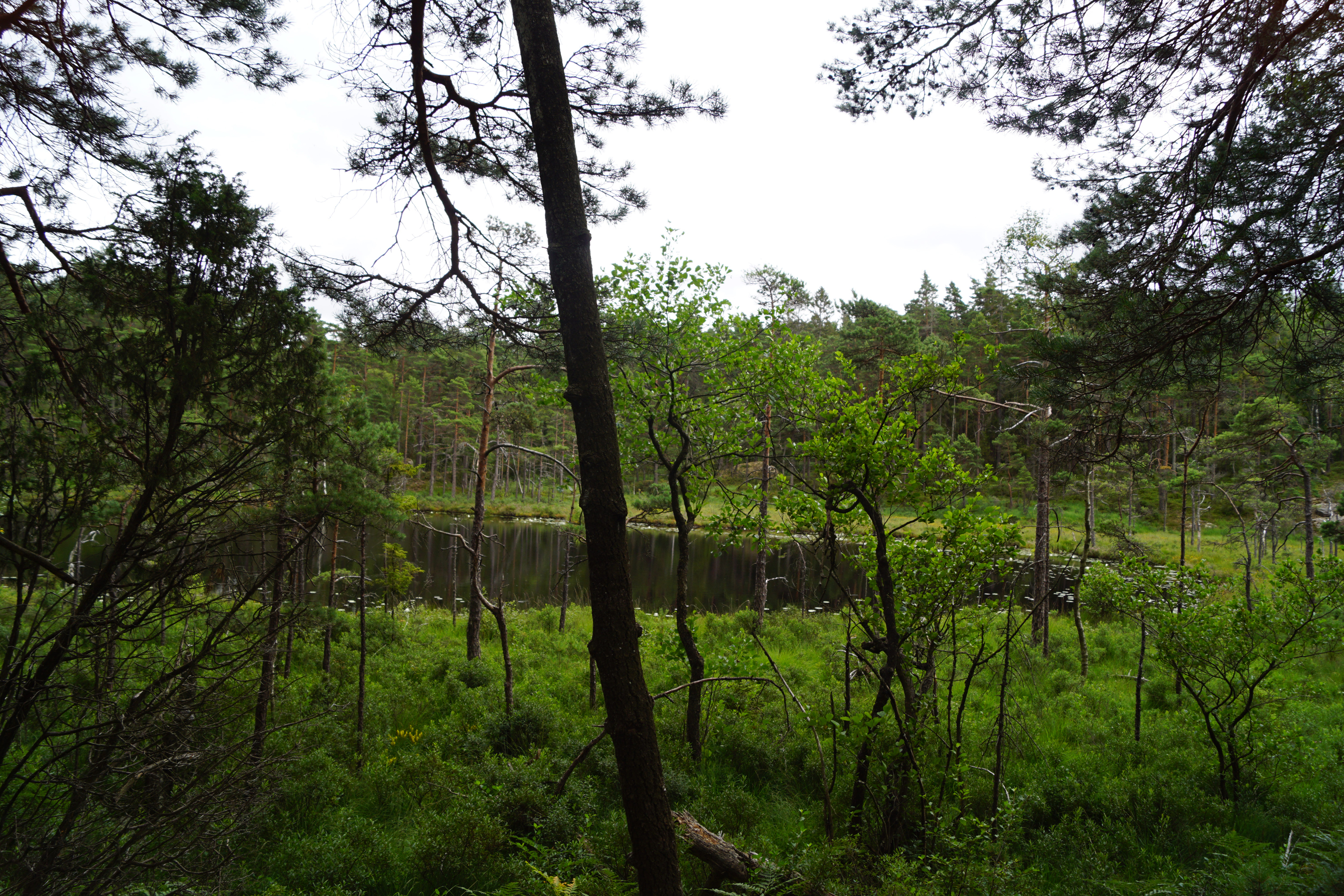
Grankärr.